# Albtraum Atommüll
Albtraum Atommüll ist ein von Arte produzierter Dokumentarfilm aus dem Jahr 2009, der den Verbleib von radioaktivem Abfall aus militärischen und industriellen Anlagen recherchiert und über die Gefahren und Folgen des Einsatzes von Kernenergie informieren will.
Der Film wurde erstmals am 13. Oktober 2009 auf Arte ausgestrahlt und ist auch auf DVD veröffentlicht worden.

## Handlung
Der Film beginnt mit Filmaufnahmen, die das Versenken von Fässern mit radioaktivem Abfall im Meer zeigen.
Es folgt ein Interview mit der Vorstandsvorsitzenden des französischen Nuklear-Konzerns Areva, welche die mangelnde Transparenz im Umgang mit radioaktivem Restmaterial bemängelt.
Im Anschluss folgen im Juni 2000 gedrehte Unterwasseraufnahmen, die aufgeplatzte und stark korrodierte Fässer mit radioaktivem Abfall auf dem Meeresgrund wiedergeben.
In einer Animation wird erklärt, wie in Kernkraftwerken elektrische Energie mittels radioaktivem Material gewonnen wird.
Die Off-Stimme erklärt das Ziel des Filmes, nämlich durch weltweite Nachforschungen zu ermitteln, wie Militär und Industrie mit dem von ihnen produzierten radioaktiven Abfall umgehen. Zudem soll die Frage geklärt werden, ob der Müll für die Bevölkerung ein Risiko darstellt.

### Greenpeace International, Amsterdam
Die folgenden Aufnahmen zeigen die Zentrale von Greenpeace International in Amsterdam. Im dortigen Video-Archiv wird ein Interview mit Mike Tomsley geführt, der unter anderem davon erzählt, dass die zuvor dargestellten Unterwasser-Aufnahmen in der Nähe von La Hague gedreht wurden, wo noch immer Fischfang in der Nähe von radioaktivem Müll getätigt wird.
Eine Zwischensequenz erklärt, wie ionisierende Strahlung beim Menschen Krankheiten auslösen kann.
Es wird berichtet, dass sämtliche Atommüll produzierenden Länder in weniger als 50 Jahren mehr als 100.000 Tonnen radioaktiven Abfall im Meer versenkt haben. Die Briten haben hierbei mit 80 % den größten Anteil beigesteuert, gefolgt von der Schweiz.
Die folgenden Bilder zeigen den Kampf von Greenpeace gegen die Versenkung von Fässern auf offener See, wobei die Schlauchboote von Greenpeace-Mitstreitern bewusst mit Fässern getroffen werden.

### Hanford Site, USA
Der Handlungsort wechselt in die Vereinigten Staaten zur Hanford Site im Bundesstaat Washington. Dort wurde im Rahmen des Manhattan-Projekts ab 1942 die erste Nuklearanlage der Welt betrieben. Der Columbia River wurde hierbei mit radioaktivem Material kontaminiert, ohne jedoch die Bevölkerung über dessen Gefahren aufzuklären. Es wird altes Filmmaterial gezeigt, welches viele Familien beim Baden im verstrahlten Fluss zeigt.
Das Filmteam lässt von Wissenschaftlern Wasser- und Bodenproben entnehmen und diese in einem Labor analysieren. Flussabwärts (nach der Site) wird eine mehrfach stärkere Strahlung als flussaufwärts gemessen. Zudem finden sich unnatürliche radioaktive Elemente im Wasser, so dass eine Kontamination des Wassers durch die Hanford Site als bewiesen gelten kann. In einem Gebiet von 121 km² um die Anlage sei die Trinkwassergewinnung aus dem Fluss bedenklich.

### Kerntechnische Anlage Majak, Russland
Der Handlungsort wechselt nun nach Russland, wo über die Kerntechnische Anlage Majak und den 1957 dort geschehenen Kyschtym-Unfall, den größten jemals bekannt gewordenen Unfall mit radioaktivem Material, berichtet wird. Bei diesem Vorfall, der 30 Jahre von der Atomindustrie und den Regierungen vor der Öffentlichkeit geheim gehalten wurde, explodierte aufgrund eines Defekts des Kühlsystems ein Abfalltank. Die Stärke der Explosion entsprach der einer Explosion von 75 Tonnen TNT, wobei 15.000 km² Land verseucht wurden, 200 Menschen sofort starben und 270.000 Menschen ionisierender Strahlung ausgesetzt wurden.
Das Filmteam besucht Dörfer am Flusslauf des Karatschai-Sees, der sowohl durch den Unfall als auch durch den regulären Betrieb des nahe gelegenen nuklearen Zwischenlagers und der Wiederaufbereitungsanlage stark kontaminiert wurde. Ein Wissenschaftler misst mit einem Radiometer an einer öffentlich zugänglichen Stelle nahe dem Fluss Tetscha 16.000 Zerfälle pro Minute, was einen extrem erhöhten Wert darstellt.
Im Labor ergeben Messungen, dass das Wasser der Tetscha mit Tritium kontaminiert ist. Das Erdreich des Ufers ist durch 137Cs so stark belastet, dass eine Strahlung von 180.000 Becquerel pro Kilogramm ermittelt wird (zum Vergleich: 2008 wurde in Bayern eine auf die Nuklearkatastrophe von Tschernobyl zurückzuführende Belastung durch 137Cs von 10.000 Bq/kg gemessen). Es wird darauf hingewiesen, dass das radioaktive Material im dortigen Bezirk beispielsweise durch Fischfang und Milchproduktion in die Nahrungskette gelangt.

### La Hague, Frankreich
Nun wird Bildmaterial aus La Hague in Frankreich gezeigt, wo sich eine Wiederaufarbeitungsanlage der gleichen Bauart wie die zuvor gezeigte russische Anlage in Majak befindet.
Ein Greenpeace-Mitarbeiter berichtet über die seit Jahren stattfindenden Beobachtungen und Analysen der Einflüsse der Anlage auf die Umgebung.
Im Anschluss wird ein Interview mit dem Generaldirektor der Behörde für nukleare Sicherheit (Autorité de sûreté nucléaire) gezeigt.
Der folgende Teil des Filmes zeigt die Erstellung einer „Plutoniumbilanz“, wobei ermittelt werden soll, wie viel des eingesetzten Materials wiederaufbereitet und wiederverwertet wird. Es wird zunächst ein Sprecher des Konzerns Areva befragt, der die Menge von 96 Prozent nennt.

### Sewersk, Russland
Die Handlung wechselt in die geschlossene russische Stadt Sewersk (früher bekannt als Tomsk-7), wohin aus Frankreich radioaktive Reststoffe mit dem Zug zur Wiederaufbereitung geschickt werden. Dort wird zunächst der Abgeordnete der Duma und später der Leiter der Abteilung für Sicherheit und Strahlenkontrolle der Stadt Tomsk befragt. Letzterer wird konfrontiert mit Satellitenbildern, welche die Lagerung von Containern mit radioaktivem Abfall unter freiem Himmel bei der Kerntechnischen Anlage Tomsk zeigen ▼. Er sieht hier keine Gefahr für die Bevölkerung, gesteht jedoch ein, dass im Falle eines Flugzeugabsturzes oder eines ähnlichen Unfalles in der Nähe der Container ein Problem bestünde. Weiterhin nennt er einen Anteil von 80 Prozent des französischen Atommaterials, das in Sewersk bleibe und nicht nach Frankreich zurückgeschickt werde.

### Paris, Frankreich
Der französische Stromkonzern Électricité de France (EDF) bestätigt in Paris, dass sogar 90 Prozent des versandten Materials den Russen übereignet wird und in Russland verbleibt. Die vorherige Aussage des Sprechers des Areva-Konzerns wird somit widerlegt, da statt 96 Prozent nur 10 Prozent des radioaktiven Materials wiederaufbereitet werden.
Im Anschluss wird ein Interview mit einer ehemaligen französischen Umweltministerin gezeigt, welche über die Hintergründe der französischen Energiepolitik spricht. Dazu werden Ausschnitte des Fernsehduells zwischen Nicolas Sarkozy und Ségolène Royal zur französischen Präsidentschaftswahl 2007 gezeigt, wobei durch Einblendungen deren Falschaussagen gekennzeichnet werden und somit deren Unwissenheit über wichtige Fragen zur Atomenergie deutlich wird.
Zum Abschluss wird festgestellt, dass die Weltbevölkerung zu den Gefahren der Atomenergie nicht, beziehungsweise systematisch falsch, informiert wurde. In nahezu allen nuklearisierten Ländern habe dieses Fehlverhalten bei Bekanntwerden Protestwellen ausgelöst. Als Beispiel werden zahlreiche Bilder von Demonstrationen und Auseinandersetzungen in Deutschland, beispielsweise beim Atommülltransport, gezeigt. In jedem Falle haben diese Proteste eine Debatte über den Ausstieg aus der Atomenergie in Gang gebracht, die in Deutschland sogar letztlich zum erklärten Ausstieg geführt hat. Hierzu wird der entsprechende Teil einer Aussage des damaligen Bundeskanzlers Gerhard Schröder vom 14. Juni 2000 gezeigt.

## Rezeption
Erst durch die dem Film zugrunde liegenden Recherchen wurde der Öffentlichkeit das Geschehen um die Atommüllexporte nach Frankreich und die Lagerung des Gefahrgutes unter freiem Himmel bekannt. Die Debatte hierzu wurde von der internationalen Presse stark verbreitet, wodurch zudem bekannt wurde, dass Deutschland sogar in noch größerem Maße radioaktiven Abfall nach Russland exportierte.